# Sunny Day (série de TV)
Sunny Day é uma série de animação canadense-britânica-americana produzida pela Silvergate Media e Nickelodeon. A série gira em torno de Sunny (dublada por Lilla Crawford), uma cabeleireira que administra seu próprio salão com a ajuda de seu cachorro falante Doodle (Rob Morrison), colorista de cabelos Rox (Élan Luz Rivera) e recepcionista Blair (Taylor Louderman). Os melhores clientes de Sunny são Timmy (Kevin Duda), encarregado de organizar eventos e shows na cidade natal de Sunny, e Cindy (Melissa van der Schyff), a confeiteira da cidade que é bem desastrada. A série é vagamente baseada na série de livros ilustrados Random House, The Fairytale Hairdresser, de Abie Longstaff, e ilustrada por Lauren Beard. Cada episódio apresenta uma música original escrita por Peter Lurye.
Quarenta episódios de Sunny Day estão sendo produzidos por Silvergate em associação com a empresa de animação canadense Pipeline Studios. Em 5 de abril de 2016, o programa foi renovado para uma segunda temporada, contendo 20 episódios. A série estreou na Nickelodeon nos Estados Unidos em 21 de agosto de 2017. O programa começou a ser exibido no Canadá na Treehouse TV em 2 de setembro de 2017 e estreou em Nick Jr. e CBeebies no Reino Unido em 2 de março de 2018. Novos episódios foram transferidos para o canal Nick Jr. em outubro de 2018.

## Personagens

### Salão da Sunny
- Sunny (dublada por Lilla Crawford nos EUA e Lily Portman no Reino Unido) - Uma cabeleireira profissional com pele clara, olhos verdes e cabelos loiro com mechas rosaa, roxas e laranjas, que possui seu próprio salão de beleza. Ela dirige uma van chamada Glam Van e tem uma atitude otimista e determinada. Ela é a vocalista e pandeirista de sua banda, Sunny and the Sun Rays. Algumas fontes confirmam que seu nome completo é Sunny Minerva Day, à la título do programa.

- Doodle (dublado por Rob Morrison nos EUA e Chris Garner no Reino Unido, com o canto de Gavin Lazarus) - O cachorro de estimação de Sunny, com pelo amarelo, olhos verdes e um tufo de pelo na cabeça, com mechas rosas e roxas. Ele muitas vezes serve como o alívio cômico da série. Além de falar, Doodle é capaz de dirigir o Glam Van. Ele é o baterista do Sunny e do Sun Rays. Em "Melhor Natal de todos os tempos", ele mostra centenas de primos, três deles chamados Olaf, Mitzi e Angus.

- Rox (dublada por Élan Luz Rivera nos EUA e Abigail Wisdom no Reino Unido) - A colorista de cabelos no salão de Sunny com pele escura, olhos castanhos e cabelos magenta com mechas rosas, verdes e azuis. Ela tem cabelos ondulados multicoloridos e é uma skatista habilidosa. Ela é conhecida por criar seus próprios corantes capilares no laboratório de cores do salão. Ela tem um irmão mais novo chamado Junior e um primo chamado Lulu. Ela é a guitarrista principal do Sunny and the Sun Rays.

- Blair (dublada por Taylor Louderman nos EUA e Eleanor Snowdon no Reino Unido) - A recepcionista e manicure no salão de Sunny com pele clara, olhos castanhos e cabelos lilás com franja nas costas e um grampo de cabelo rosa. Ela sempre carrega um tablet para acompanhar todos os compromissos. Ela é excepcionalmente organizada e pode ficar irritada quando as coisas não são feitas da maneira como está acostumada. Ela toca teclado em Sunny e Sun Rays.

### Recorrentes
- Timmy (dublado por Kevin Duda nos EUA e Alan Medcroft no Reino Unido) - Um amigo de Sunny com pele clara, olhos azuis e cabelos loiros, que é desajeitado, mas confiante. Ele organiza eventos como concursos e shows de talentos em Friendly Falls. Seu cabelo é muito parecido com o de Sunny, porém mais curto e sem mechas. Ele é o mais alto dos personagens e é o melhor amigo de Scratch.

- Cindy (dublada por Melissa van der Schyff nos EUA e Imogen Sharp no Reino Unido) é a confeiteira da cidade de pele clara, olhos verdes e cabelos castanhos escuros em um penteado bagunçado, que usa óculos e geralmente tem azar. Seu cabelo é sempre bagunçado. Com seu azar, todos os alimentos que ela faz acabam de alguma forma destruídos. Ela adora cozinhar. Ela é irmã de Lacey.

- Junior (dublado por Denim Steele e Jesus Del Orden) é o irmão mais novo de Rox. Ele tem 6 anos em suas primeiras aparições e faz 7 anos em "Clowning Around".

- Johnny-Ray (dublado por Kyle Dean Massey)

### Antagonistas
- Lacey (dublada por Sarah Stiles) - Uma artista de árvores topiaria e rainha de concursos com pele clara, olhos verdes e cabelos castanhos escuros em um rabo de cavalo encaracolado, que sempre trapaceia e mente na tentativa de vencer os concursos de Timmy, muitas vezes fazendo com que ela entre em conflito com Sunny, Doodle, Rox e Blair. Embora seja a antagonista na maioria das vezes, ela pode se dar bem com Sunny e seus amigos em raras ocasiões e até mesmo visitar o salão para ter cabelos e unhas, embora ela tenda a ser uma cliente exigente para Sunny, Rox e Blair. Embora ela frequentemente trate seu cão KC como um subordinado, ela realmente se importa com ela, mesmo que nem sempre o mostre. Além disso, ela também surpreendentemente se dá bem com sua irmã Cindy, apesar de suas personalidades contrastantes. O nome dela é uma referência a Kittie Lacey, a personagem principal de The Fairytale Hairdresser . No final do episódio "Lacey's Salon", diz-se que ela e Sunny se tornam "frenemies".
- KC (também dublada por Melissa van der Schyff) - A poodle falante de Lacey, com pelo rosa, olhos verdes e um penteado bob, que relutantemente a ajuda em seus planos. Ela costuma atuar como subordinada de Lacey, embora muitas vezes se irrite com a tendência de Lacey de mandá-la por aí e com a tendência de pedir a opinião de KC sobre algo apenas para ignorar sua sugestão e fazer o oposto.
- Scratch (dublado por Josh Ruben nos EUA e Alan Medcroft no Reino Unido) - O apanhador de cães de bairro com pele clara, olhos verdes e cabelos castanhos claros, conhecido por perseguir cães sempre que eles se soltam ou causam problemas. Ao contrário de Lacey e KC, Scratch não é realmente mau e simplesmente leva seu trabalho muito a sério. Ele é o melhor amigo de Timmy e até tem seu próprio cachorro, Posey. Como ele também tem um cachorro, ele mostra um lado amável e amigável em algum momento e bondade em relação a outro.

Vozes do Reino Unido
- Sunny (dublada por Lily Portman)
- Rox (dublada por Abigail Winsdom)
- Blair (dublada por Eleanor Snowdon)
- Doodle (dublado por Chris Garner)
- Timmy (dublado por Alan Medcroft)
- Cindy (dublada por Imogen Sharp)
- Avery (dublada por Niki Felstead)
- Julie-Ann Dean
- Geraint Thomas
- Rosanna Crabb-LaHei
- Gavin Lazarus
- Sophie Whitehead

## Transmissão
Sunny Day estreou na Treehouse TV no Canadá em setembro de 2017 e estreou na Nick Jr. no Reino Unido em 2 de março de 2018. A série estreou na Austrália e no Brasil na Nick Jr. em 19 de fevereiro de 2018.

## Mídia doméstica
Nickelodeon e Paramount Home Entertainment lançaram um primeiro DVD do programa em 22 de maio de 2018. Também lançaram um segundo DVD em 3 de setembro de 2019.